# Френкі Гевін
Френкі Реймонд Гевін (англ. Frankie Raymond Gavin; 28 вересня 1985, Бірмінгем) — британський професійний боксер, чемпіон світу серед аматорів.

## Аматорська кар'єра
2005 року Френкі Гевін став чемпіоном Англії та переможцем чемпіонату чотирьох націй.
2006 року став чемпіоном Ігор Співдружності. На чемпіонаті Європейського Союзу 2006 завоював бронзову медаль, програвши у півфіналі Доменіко Валентіно (Італія). На чемпіонаті Європи 2006 програв у чвертьфіналі українцю Олександру Ключко.
На чемпіонатів світу 2007 в легкій вазі Френкі Гевін здобув шість перемог, у тому числі у півфіналі над Олексієм Тищенко (Росія) — 19-10 і у фіналі над Доменіко Валентіно — 18-10.
2008 року Гевін перейшов до першої напівсередньої ваги і став чемпіоном Європейського Союзу. Розглядався як один з імовірних медалістів на Олімпійських іграх 2008, але не вклався у регламентовану вагу і не був допущений до змагань.

## Професіональна кар'єра
У лютому 2009 року Гевін дебютував на професійному рингу.
18 вересня 2010 року, маючи ірландське коріння, виграв вакантний титул чемпіона Ірландії у першій напівсередній вазі.
21 травня 2011 року виграв вакантний титул інтерконтинентального чемпіона WBO у напівсередній вазі.
1 листопада 2012 року виграв титул чемпіона Великої Британії (BBBofC) у напівсередній вазі.
28 червня 2013 року до титулу чемпіона Великої Британії додав титул чемпіона Співдружності.
1 серпня 2014 року Френкі Гевін зустрівся у бою з чемпіоном Європи за версією EBU італійцем Леонардом Бунду і зазнав поразки розділеним рішенням, втративши і титул чемпіона Співдружності.
29 листопада 2014 року Гевін повернув собі вакантний титул чемпіона Співдружності.
30 травня 2015 року Френкі Гевін зустрівся у бою з чемпіоном світу за версією IBF у напівсередній вазі Келлом Бруком і був нокаутований у шостому раунді, після чого його кар'єра пішла на спад.